# Jan Twerin
Jan Henry Twerin född 18 augusti 1939 i Stockholm, är en svensk målare, tecknare och dekoratör.
Han är son till Henry Twerin och hans hustru  Ingrid. Efter avslutad skolgång arbetade Twerin inom flera olika yrken bland annat som teckningslärare och inom reklambranschen. Han studerade därefter vid Beckmans reklamskola i Stockholm och genom självstudier underresor till bland annat Spanien, Paris, London, Mexiko och USA. Under en studieresa till Italien fick han möjlighet att arbeta med tecknad film vid en ateljé. Han medverkade några gånger i Nationalmuseums utställning Unga tecknare och Stockholmssalongerna på Liljevalchs konsthall. Hans konst består av människobilder, naturmotiv och nonfigurativa målningar utförda i olja, gouache, tusch, blandteknik och collage.